# Микулець Емеріх Петрович
Емеріх Петрович Микулець (нар. 15 березня 1936, Буштино, Чехословаччина — пом. 22 червня 2000, Івано-Франківськ, Україна), справжнє ім'я Еміль Микулець (чеськ. Emil Mikulec) — радянський футболіст, воротар та український тренер.

## Кар'єра гравця
Микулець - вихованець клубу «Спартак» (Станіслав). За основну команду він дебютував у 1953 році і провів в команді 2 сезони. У 1955 році він виїхав до Москви та приєднався до місцевого «Спартака». У московській команді Микулець провів 2 сезони, зігравши 13 матчів у чемпіонаті і 3 матчі в кубку СРСР, пропустивши, в цілому, 14 м'ячів. Також Микулець зіграв 8 матчів за дублюючий склад команди, пропустивши 4 рази.
У 1957 році Микулець перейшов у мінський «Спартак». Там він провів 1 сезон, зігравши 14 матчів в чемпіонаті та кубку країни, після чого повернувся в московський «Спартак», за який зіграв лише 5 матчів за основу і 17 матчів за дубль «червоно-білих». Після цього він повернувся в станіславський «Спартак», де виступав до кінця кар'єри у другій лізі чемпіонату СРСР.

## Кар'єра тренера
З 1997 року і до кінця свого життя Микулець працював тренером в ДЮСШ «Спартак» в Івано-Франківську.

## Досягнення

### Командні
- Чемпіонат СРСР
  -  Чемпіон (2): 1956, 1958
  -  Срібний призер (1): 1955

- Кубок СРСР
  -  Володар (1): 1958

### Відзнаки
- Майстер спорту СРСР: 1956